# Ralf Falkenmayer
Ralf Falkenmayer est un footballeur allemand né le 11 février 1963 à Francfort-sur-le-Main.

## Carrière
- 1980-1987 : Eintracht Francfort  Allemagne
- 1987-1989 : Bayer Leverkusen  Allemagne
- 1989-1996 : Eintracht Francfort  Allemagne[1]

## Palmarès
- 4 sélections et 0 but en équipe d'Allemagne entre 1984 et 1986
- Vainqueur de la Coupe d'Allemagne en 1981 avec l'Eintracht Francfort
- Vainqueur de la Coupe de l'UEFA en 1988 avec le Bayer Leverkusen